# Bittium
Genre
Synonymes
- sous-genre Bittium (Bittium) Gray, 1847[3]
- sous-genre Bittium (Brachybittium) Weisbord, 1962[3]
- sous-genre Bittium (Rasbittium) Gründel, 1976[3]
- Cerithiolum Tiberi, 1869[4]
- genre Cerithiolum Tiberi, 1869[3]
- sous-genre Cerithium (Bittium) Gray, 1847[3]
- genre Dahlakia Biggs, 1971[3]
- Inobittium Monterosato, 1917[4]
- genre Inobittium Monterosato, 1917[3]
- Manobittium Monterosato, 1917[4]
- genre Manobittium Monterosato, 1917[3]
- Rasbittium Gründel, 1976[4]

Bittium est un genre de mollusques gastéropodes marins de la famille des Cerithiidae.

## Liste des espèces
Selon World Register of Marine Species (1 novembre 2018) :
- Bittium aedonium (R. B. Watson, 1880)
- Bittium amboynense (R. B. Watson, 1880)
- Bittium anembatum (Melvill, 1904)
- Bittium arenaense Hertlein & A. M. Strong, 1951
- Bittium arnoldi Bartsch, 1911
- Bittium atramentarium Melvill & Standen, 1901
- Bittium bartolomense Bartsch, 1917
- Bittium batillarium Kuroda & Habe, 1971
- Bittium casmaliense Bartsch, 1911
- Bittium cerralvoense Bartsch, 1911
- Bittium chrysomallum Melvill, 1901
- Bittium circa Moreno, 2006
- Bittium courtillerianum (Millet, 1865) †
- Bittium crassicostatum (Etheridge & Bell, 1898) †
- Bittium craticulatum Gould, 1861
- Bittium decussatum (Carpenter, 1857)
- Bittium delicatum (R. B. Watson, 1880)
- Bittium depauperatum R. B. Watson, 1897
- Bittium elegantissimum (Hedley, 1899)
- Bittium giganteum Bartsch, 1911
- Bittium glareosum Gould, 1861
- Bittium gliberti Van Dingenen, Ceulemans & Landau, 2016 †
- Bittium gravelyi Preston, 1916
- Bittium impendens (Hedley, 1899)
- Bittium incile R. B. Watson, 1897
- Bittium insulsum Preston, 1908
- Bittium lacteum (Philippi, 1836)
- Bittium latreillii (Payraudeau, 1826)
- Bittium lozoueti Van Dingenen, Ceulemans & Landau, 2016 †
- Bittium lusciniae (R. B. Watson, 1880)
- Bittium mexicanum Bartsch, 1911
- Bittium midwayense Kosuge, 1979
- Bittium nanum (Mayer, 1864)
- Bittium nicholsi Bartsch, 1911
- Bittium nitens Carpenter, 1864
- Bittium ornatissimum Bartsch, 1911
- Bittium panamense Bartsch, 1911
- Bittium perpusillum Tryon, 1887
- Bittium peruvianum (d'Orbigny, 1841)
- Bittium philomelae (R. B. Watson, 1880)
- Bittium pigrum (R. B. Watson, 1880)
- Bittium porcellanum R. B. Watson, 1886
- Bittium proteum (Jousseaume, 1931)
- Bittium pupiforme (R. B. Watson, 1880)
- Bittium quadricinctum E. A. Smith, 1903
- Bittium reticulatum (da Costa, 1778)
- Bittium robustum Harmer, 1918 †
- Bittium santamariense Bartsch, 1917
- Bittium simplex (Jeffreys, 1867)
- Bittium vancouverense Dall & Bartsch, 1910
- Bittium watsoni (Jeffreys, 1885)
- Bittium xanthum R. B. Watson, 1886

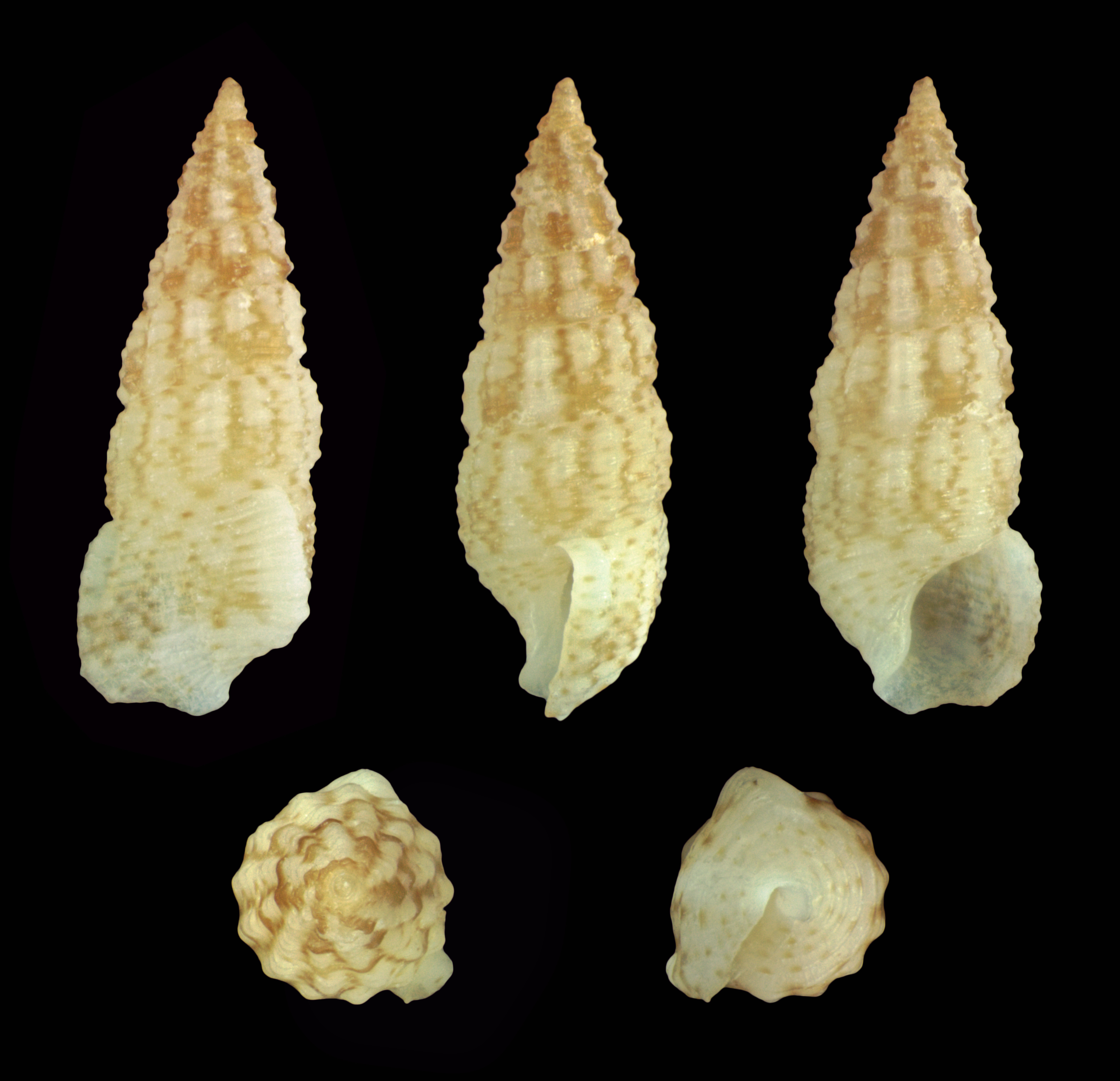
Bittium elegantissimum
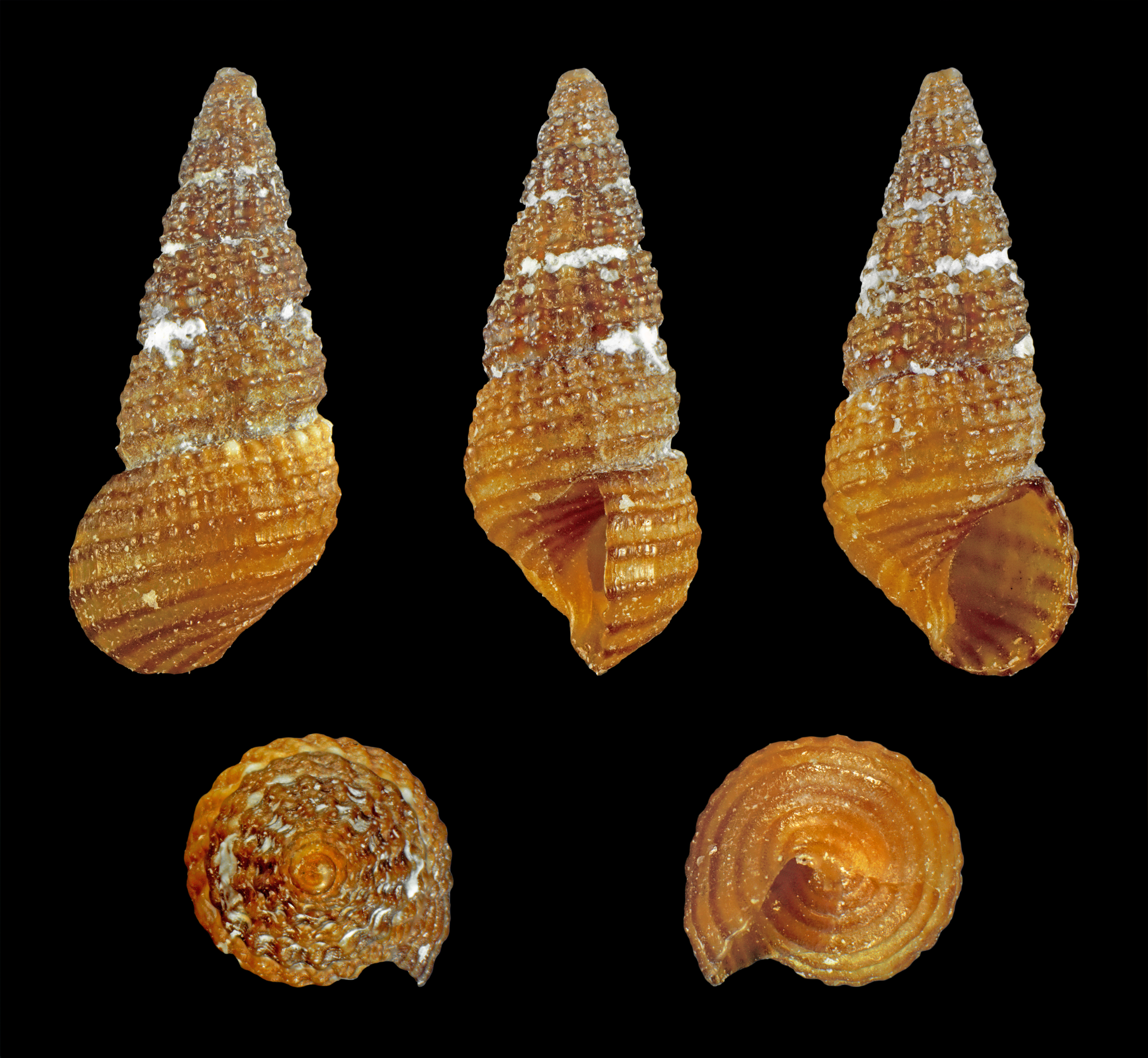
Bittium reticulatum